# Felix von Wimpffen
Felix von Wimpffen (Eichfeld, 16 marzo 1827 – Parigi, 30 dicembre 1882) è stato un diplomatico austriaco.

## Biografia
Felix von Wimpffen era membro della nobile famiglia dei conti di Wimpffen. Suo padre era il generale dell'esercito del Württemberg, Franz Karl Eduard von Wimpffen, mentre sua madre (la seconda moglie del genitore) era la baronessa Paulina Maria von Marschall (1787-1869). Uno dei suoi fratellastri era il generale austriaco Franz von Wimpffen.
Studiò legge a Praga sino al 1848 e prese parte alla campagna d'Italia nella primavera del 1849, prima di entrare nel servizio diplomatico austriaco in quello stesso anno. Dopo diversi incarichi a Roma ed a Londra, fu dapprima inviato in Danimarca dal 9 gennaio 1866 e poi dal 13 ottobre 1866 in Prussia. A Berlino incontrò Margarethe, contessa von Lynar (1837-1895), che sposò nell'agosto del 1867.
Dal 1871 fu ambasciatore in Italia ed in Francia per due mandati, ma negli ultimi anni della sua vita scoprì di soffrire della malattia di Alzheimer e per questo si suicidò nel 1882 a Parigi.
Lasciò la vedova e due figlie:
- Maria Margarethe (1868, Berlino - 1930, Bozsok)
- Pauline (1874, Roma - 1961, Rottach-Egern)